# Angong
Angong est l'un des vingt-neuf villages de la commune d'Andek-Ngie située dans le département de la Momo, dans la région du nord-ouest au Cameroun.

## Population
Lors du recensement national de 2005, 1 453 personnes y ont été dénombrées. Selon une étude locale publiée en 2012, la population d'Angong est évaluée à 2 314 habitants, dont 976 jeunes, 716 femmes et 622 hommes.

## Atouts

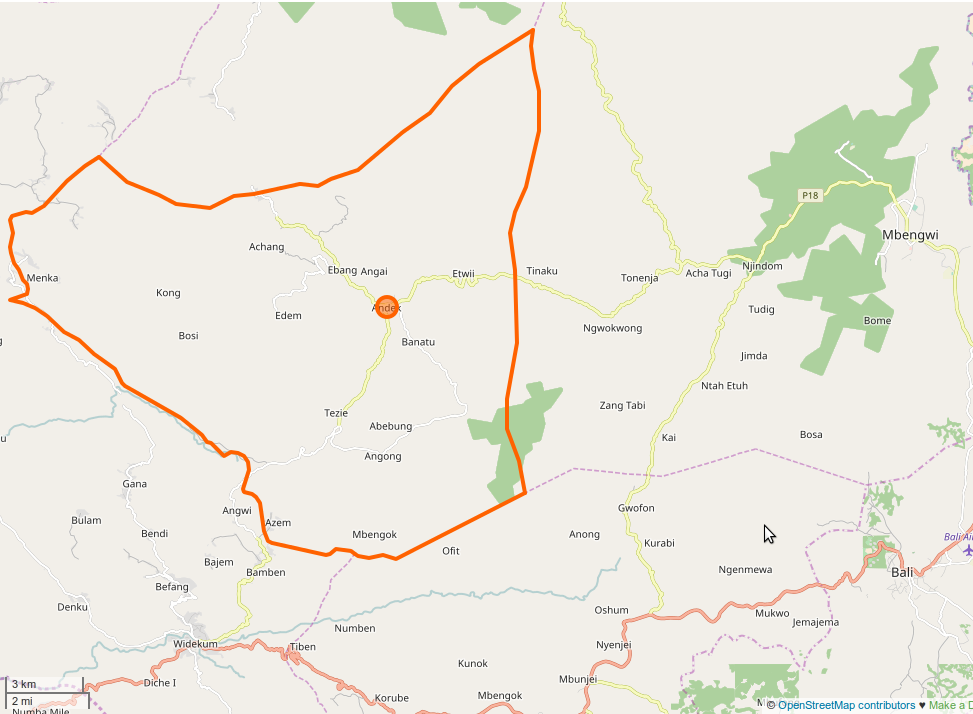
Localisation au sud d'Andek.

Ce village dispose d'un dispensaire gouvernementale et la topographie de Angong est caractérisée par un bloc oriental de massif composé d'une chaîne jointe avec celle d'Ajei et du dôme Etwii.

## Religion
Il y a une mosquée. 

## Histoire
Angong vient des trois sous-clans dans la zone du Conseil d'Andek. Ils ont tous un ancêtre commun appelé Ungiekum qui a migré de Tadkon Widikum et s'est installé à Dudum. Il a donné naissance aux enfants suivants : Ufelesung (père de Teze), Ebaichu (père d'Andek et Ebang), Ambufei (père de Bonaumbufei), Bungfugeh (père d'Abebung, Angong et Ajei), Aferineck (père de Bonatu) et Usianuh (père d'Oshie). Ces six fils ont tous grandi, se sont mariés et se sont répandus dans toute la région, formant ainsi un total de 29 villages sous la zone du conseil d'Andek[réf. nécessaire].